# Quinto de' Stampi
Quinto de' Stampi (Quint in dialetto milanese, AFI: [ˈkwint]) è una frazione del comune di Rozzano in provincia di Milano, posto a nord del centro abitato da cui è separato dalla tangenziale Ovest di Milano. Deriva il suo nome dal fatto di trovarsi a cinque miglia dalle mura della città di Milano.
I suoi abitanti sono chiamati quintostampini.

## Storia
In epoca romana Quinto de' Stampi era attraversato dalla strada romana che congiungeva Mediolanum (Milano) con Ticinum (Pavia). In epoca moderna fu un antico comune del Milanese, sede di parrocchia e confinante coi Corpi Santi a nord, Pontesesto ad est, Rozzano a sud, e Cassino Scanasio ad ovest. Nel 1751 i suoi abitanti erano solo 80.
Secondo il censimento voluto dall'imperatrice Maria Teresa nel 1771, Quinto de' Stampi  contava 158 anime, mentre alla proclamazione del Regno d'Italia nel 1805 risultava avere 150 abitanti. Nel 1809 fu soppresso con regio decreto di Napoleone ed annesso a Pontesesto, la quale fu poi a sua volta incorporata a Rozzano nel 1811. Il Comune di Quinto de' Stampi fu ripristinato con il ritorno degli austriaci, che tuttavia tornarono sui loro passi nel 1841, stabilendo la definitiva soppressione comunale per annessione con Pontesesto, a sua volta poi incorporata a Rozzano nel 1870.

## Monumenti e luoghi d’interesse

### Architetture religiose
La Chiesa di Ognissanti e San Fermo è sede di una parrocchia pluri-centenaria. 

## Curiosità
- Il pugile statunitense Marvin Hagler abitò a Quinto de' Stampi.